# Stonington Island
Stonington Island – skalista wyspa antarktyczna na Morzu Bellingshausena, na której funkcjonowały dwie stacje polarne – amerykańska East Base (1940–1941, 1947–1949) i brytyjska Base E (1946–1950, 1958–1959, 1960–1975), uznane za pomniki historyczne na mocy Układu Antarktycznego.

## Nazwa
Wyspa została nazwana na cześć amerykańskiego miasta Stonington w Connecticut, macierzystego portu slupa Hero, z którego kapitan Nathaniel Palmer (1799–1877) zobaczył kontynent Antarktydy w 1820 roku.

## Położenie
Stonington Island leży 1,5 km na północny wschód od Neny Island we wschodniej części Zatoki Małgorzaty przy zachodnim wybrzeżu Ziemi Grahama. Wyspa ma ok. 750 m długości i 250 m szerokości. Wcześniej połączana lodem ze stałym lądem, a po stopieniu lodowca bez połączenia.

## Flora i fauna
W lutym 2007 stwierdzono na wyspie obecność kormorana niebieskookiego i odnotowano 135 piskląt. Na tej podstawie BirdLife International uznaje tu obszar 500 ha jako ostoję ptaków IBA (ANT099: Stonington Island). Na wyspie gniazdują ponadto wydrzyk antarktyczny, mewa południowa i Sterna vittata, czasami pojawiają się tu pingwiny białookie.
Na wyspie odnotowano obecność siedmiu gatunków porostów i dwóch gatunków mchów.

## Historia

### East Base
W latach 1939–1941 na Stonington Island założono bazę East Base na potrzeby trzeciej wyprawy Richarda Byrda zorganizowanej przez United States Antarctic Service (USAS). Baza zamieszkana była od 11 marca 1940 do 22 marca 1941. Następnie East Base była ponownie w użyciu od 12 marca 1947 do 20 lutego 1949 podczas ekspedycji badawczej Finna Ronne (1899–1980) na tereny wybrzeża Morza Weddella (ang. Ronne Antarctic Research Expedition (RARE)). Wówczas po raz pierwszy na Antarktydzie zimowały kobiety Jackie „Edith” Ronne (1919–2009), żona Finna Ronne i Jennie Darlington.
East Base jest uznana za pomnik historyczny numer 55 na mocy Układu Antarktycznego.

### Base E
W 1946 roku, ok. 100 m od East Base, utworzono bazę Base E British Antarctic Survey, która została ewakuowana 12 lutego 1950, kiedy zlodowaciałe morze uniemożliwiło dostęp. Base E była ponownie w użyciu pomiędzy 10 marca 1958 a 7 marca 1959 oraz w latach 1960–1975. Bazę strawił pożar w 1972 roku i została zamknięta 23 lutego 1975.
Base E jest uznana za pomnik historyczny numer 64 na mocy Układu Antarktycznego.